# Фредерик Кивје
Фредерик Кивје (фр. Frédéric Cuvier; Монбелијар, 28. јун 1773 — Стразбур, 24. јул 1838) је био француски зоолог и палеонтолог.

## Биографија
Млађи је брат природњака Жоржа Кивјеа. Пошто је показивао мало интересовања за школу, постао је шегрт код часовничара у Монбелијару. Своју турнеју по Француској започео је када га је брат позвао у Париз 1797. године. Тада је открио природну историју и посебно је радио са Жан Батист Биотом (1774-1862) на волтаичном стубу.
Постављен је за шефа менажерије у Националном природњачком музеју у Паризу 1803. до 1838. године, затим за инспектора Париске академије 1810. године. Црвеној панди је 1825. године дао име (Ailurus fulgens). За њега је 1837. године у националном природњачком музеју у Паризу специјално створена катедра за упоредну физиологију. За страног члана Краљевског друштва изабран је 1835. године. За члана Академије наука изабран је 1826. године, а пет година касније постао је генерални инспектор универзитета.
Године 1829. Фредерик је поделио сисаре у једанаест редова, и то: четворуки (Quadrumana), бубоједи ((Insectivora), (Carnivores), праве фоке (Phocidae), (Frugivore), торбари (Marsupialia), глодари (Rodentia), (Edentata), кљунари (Monotremata), дебелокожци (Pachydermata), преживари (Ruminantia) и китови (Cetacea)..
Фредерик се помиње у делу Чарлс Дарвина "О пореклу врста" (поглавље VII) као да је радио на понашању и инстинкту животиња, посебно на разликовању навике и инстикта. Такође се помиње у роману Моби Дик (поглавље 32) Херман Мелвила о томе да је писао на тему о китовима.

## Еволуција
Кивје се спомиње као први научник који је употребио термине „наследност“ 1807. године и „наслеђивање“ 1812. године у њиховом садашњем биолошком контексту. Користио је обе речи у промовисању наслеђивања стечених карактеристика на основу својих студија понашања животиња.
Иако се слично као и његов брат залагао за наслеђивање стечених особина, негирао је трансмутацију врста. Веровао је да се обрасци понашања код животиња мењају током времена у односу на потребе изазване животном средином. Историчар Роберт Ј. Ричард је написао да Кивје „није веровао да су анатомски обрасци врста били модификовани током времена (иако је признао да су се променили на небитне начине кроз наслеђивање стечених карактеристика... Он је био бихевиорални еволуциониста, иако скроман".

## Листа изабраних публикација
Књиге
- Histoire naturelle des mammifères (4 vols., 1819–1842) (with Étienne Geoffroy Saint-Hilaire)
- De l’histoire naturelle des cétacés. Roret, Paris 1836
- Cuvier, Frédéric, ур. (1816—1845). Dictionnaire des sciences naturelles, dans lequel on traite méthodiquement des différens êtres de la nature, considérés soit en eux-mêmes, d'après l'état actuel de nos connoissances, soit relativement à l'utilité qu'en peuvent retirer la médecine, l'agriculture, le commerce et les artes. Suivi d'une biographie des plus célèbres naturalistes. 61 vols. (на језику: француски). Paris: F. G. Levrault.
- Observations préliminaires, pp. i–xxiv in Recherches sur les ossemens fossiles, by G. Cuvier, ed. 4, vol. 1. E. d’Ocagne, Paris, 1834.

Радови
- Cuvier, F. (1808). Observations sur le chien des habitans de la Nouvelle-Hollande, précédés de quelques réflexions sur les facultés morales des animaux. Ann. Mus. Hist. Nat. 11: 458–476.
- Cuvier, F. (1812). Essais sur les facultés intellectuelles des brutes. Nouv. Bull. Sci. Soc. Philomat. 3: 217–218